# Charles Henry Parmelee
Charles Henry Parmelee (Waterloo, 1 de junho de 1855 - ?, 22 de janeiro de 1914) foi um editor e político canadense.
Foi editor do Waterloo Advertiser de 1875 a 1880 e do The Montreal Herald de 1880 a 1883.  Ele foi também assessor do conselho da cidade de Waterloo e secretário-tesoureiro do conselho de escolar.
Foi eleito membro do Partido Liberal do Canadá no círculo eleitoral de Shefford em 1896, ele foi reeleito em 1900 e 1904. Tentou novamente em 1908.